# 硬阿魏
硬阿魏（学名：Ferula bungeana）为伞形科阿魏属的植物。分布于蒙古以及中国大陆的甘肃、吉林、内蒙古、陕西、宁夏、辽宁、黑龙江、河南、山西、河北等地，生长于海拔700米至2,400米的地区，一般生长在路边以、戈壁滩冲沟、旱田、沙丘、沙地和砾石质山坡上，目前尚未由人工引种栽培。

## 别名
沙茴香（内蒙古、辽西）、沙椒、花条（陕北）、野茴香（甘肃民勤）